# Săcășeni, Satu Mare
Săcășeni este satul de reședință al comunei cu același nume din județul Satu Mare, Transilvania, România.

## Demografie
Structura pe naționalități este:
- Maghiari: 49,21%
- Români: 38,07%
- Țigani: 12,04%